# J.S. Fletcher
Pour les articles homonymes, voir Fletcher.
Joseph Smith Fletcher (Halifax, Yorkshire de l'Ouest, 7 février 1863 - Dorking, Surrey, 30 janvier 1935), plus connu sous la signature J.S. Fletcher, est un journaliste, un poète et un écrivain britannique de roman policier.

## Biographie
Fils d'un ecclésiastique, il fréquente une école de Wakefield avant de se rendre à Londres où il se destine à l'étude du Droit. Dès l'âge de 18 ans, il embrasse la double carrière d'écrivain et de journaliste. 
Pour des magazines londoniens, il rédige une série d'articles sous le pseudonyme de Son of the Soil, concernant l'histoire et les coutumes de régions rurales d'Angleterre, notamment de son Yorkshire natal.  Il aborde la littérature par la poésie, s'intéresse ensuite à la publication d'essais, d'ouvrages religieux et surtout de romans historiques, dont plusieurs monographies romancées de grands personnages, avant de publier un premier roman, Frank Carisbroke's Stratagem; or, Lost and Won, en 1888.
Avec Andrewlina, il signe en 1889 son premier roman policier, un genre auquel il réserve presque exclusivement sa plume à partir de 1914, produisant plus d'une centaine de romans et de recueils de nouvelles jusqu'en 1935.  Ses récits policiers hésitent d'abord entre le roman d'aventures, le thriller anglais et le roman d'énigme, où l'enquête est parfois menée par l'inspecteur Skarratt de Scotland Yard ou par le sergent Charlesworth, détective de la police anglaise.  À la fin de sa carrière, Fletcher penche résolument en faveur du roman d'énigme dans plusieurs textes où apparaît son héros récurrent le plus important, le détective privé Ronald Camberwell.

## Œuvre

### Romans

#### Série policièreInspecteur Skarratt de Scotland Yard
- Marchester Royal (1909) Publié en français sous le titre Vengeance, Paris, Librairie des Champs-Élysées, Le Masque no 98, 1931
- The Wolves and the Lamb (1914)
- The Secret of Secrets (1929)

#### Série policièreSergent Charlesworth
- The Borgia Cabinet (1930)
- The Burma Ruby (1932)

#### Série policièreRonald Camberwell
- Murder at Wrides Park (1931) Publié en français sous le titre La Canne à épée, Paris, Éditions des Loisirs, coll. Loisirs-Police, 1939
- Murder in Four Degrees (1931) Publié en français sous le titre Brelan de meurtres, Paris, Éditions des Loisirs, coll. Loisirs-Police, 1939
- Murder in the Squire's Pew (1932) Publié en français sous le titre Le Bracelet d'acier, Paris, Éditions R. Simon, coll. Police-Secours, 1939
- Murder of the Ninth Baronet (1932) Publié en français sous le titre Le Mort de Linwood, Paris, Éditions des Loisirs, coll. Loisirs-Police, 1939
- Murder of the Only Witness (1933) Publié en français sous le titre Le témoin ne répond pas, Paris, Éditions des Loisirs, coll. Le Yard no 22, 1950
- The Mystery of the London Banker ou Murder of a Banker (1933) Publié en français sous le titre Un banquier a disparu, Paris, Éditions des Loisirs, 1945
- Who Killed Alfred Snowe? ou Murder of the Lawyer's Clerk (1933) Publié en français sous le titre Qui a tué Alfred Snowe ?, Paris, Gallimard, coll. Détective no 23, 1934
- Murder of the Secret Agent (1934) Publié en français sous le titre Meurtre de l'agent secret, Paris, Rombaldi, coll. Évasion no 3, 1946
- The Ebony Box (1934)
- The Eleventh Hour (1935)
- Todmanhaw Grange ou The Mill House Murder (1937), roman posthume

#### Autres romans policiers
- Andrewlina (1889)
- The Winding Way (1890)
- Old Lattimer's Legacy (1892)
- Morrison's Machine (1900)
- The Three Days' Terror (1901)
- The Golden Spur (1901)
- The Investigators (1902)
- The Secret Way (1903)
- The Diamonds ou The Diamond Murders (1904)
- The Threshing Floor (1905)
- The Queen of a Day (1907)
- Paradise Court (1908)
- The Harvest Moon (1908)
- The Mantle of Ishmael (1909)
- Hardican's Hollow (1910)
- The Bartenstein Case ou The Bartenstein Mystery (1913)
- Perris of the Cherry-Trees (1913)
- The Secret Cargo (1913)
- The Ransom for London (1914)
- The Shadow of Ravenscliffe (1914)
- The Marriage Lines (1914)
- The King Versus Wargrave (1915)
- The Annexation Society (1916)
- Families Repaired (1916)
- The Lynne Court Spinney ou The Mystery of Lynne Court, And Sudden Death, Pedigreed Murder Case (1916)
- Malvery Hold ou The Mystery of the Hushing Pool (1917)
- The Perilous Crossways (1917)
- The Rayner-Slade Amalgamation (1917)
- The Amaranth Club (1918)
- The Chestermarke Instinct (1918)
- The Borough Treasurer (1919) Publié en français sous le titre Qui ?, Paris, Librairie des Champs-Élysées, Le Masque no 7, 1927
- Dead Men's Money (1919) Publié en français sous le titre Affaire Singulière, Paris, Librairie des Champs-Élysées, Le Masque n°403, 1951
- The Middle Temple Murder (1919) Publié en français sous le titre Marbury alias Maitland, Paris, Moorthamers, 1932
- The Seven Days' Secret (1919)
- The Talleyrand Maxim (1919)
- The Valley of Headstrong Men (1919)
- The Herapath Property (1920)
- The Lost Mr. Linthwaite (1920)
- The Orange-Yellow Diamond (1920)
- Scarhaven Keep (1920)
- The Wrychester Paradise ou The Paradise Mystery (1921)
- The Root of All Evil (1921)
- The Markenmore Mystery (1922) Publié en français sous le titre Le Chien de Markenmore, Paris, Librairie des Champs-Élysées, Le Masque no 172, 1935
- The Heaven-Kissed Hill (1922)
- In the Mayor's Parlour ou The Time-Worn Town, Behind the Panel (1922)
- The Mazaroff Murder ou The Mazaroff Mystery (1922)
- The Middle of Things (1922)
- Ravensdene Court (1922) Publié en français sous le titre Le Drame de Ravensdene, Paris, Librairie des Champs-Élysées, Le Masque no 21, 1928
- The Ambitious Lady (1923)
- The Charing Cross Mystery (1923)
- The Copper Box (1923)
- The Million-Dollar Diamond ou The Black House in Harley Street (1923)
- The Mysterious Chinaman ou The Rippling Ruby (1923) Publié en français sous le titre L'Oreille coupée, Paris, Librairie des Champs-Élysées, Le Masque no 148, 1934 ; réédition, Paris, Librairie des Champs-Élysées, Le Club des Masques no 255, 1975
- The Cartwright Gardens Murder (1923)
- False Scent (1924)
- The Kang-He Vase (1924)
- The Safety Pin (1924) Publié en français sous le titre L'Épingle de sureté ou le Mystère de la sablière, Paris, Éditions Excelsior, coll. Mystère l'X no 12,1933
- The Bedford Row Mystery ou The Strange Case of Mr Henry Marchmont (1925)
- The Great Brighton Mystery (1925) Publié en français sous le titre Le Grand Mystère de Brighton, Paris, Librairie des Champs-Élysées, Le Masque no 182, 1935
- Sea Fog (1925)
- The Mill of Many Windows (1925)
- The Mortover Grange Mystery ou The Mortover Grange Affair (1926)
- The Stolen Budget ou The Missing Chancellor (1926)
- The Green Rope (1927)
- The Murder in the Pallant (1927)
- The Passenger to Folkestone (1927) Publié en français sous le titre Un passager pour Folkestone, Paris, Librairie des Champs-Élysées, Le Masque no 152, 1934
- Cobweb Castle (1928) Publié en français sous le titre Le Château des araignés, Paris, Librairie des Champs-Élysées, Le Masque no 202, 1936
- The Double Chance (1928)
- The Wrist Mark (1928)
- The Box Hill Murder (1929)
- The House in Tuesday Market (1929) Publié en français sous le titre L'Étreinte du fantôme, Paris, Éditions Colbert, Police collection no 3, 1946
- The Matheson Formula (1929) Publié en français sous le titre La Formule du professeur Matheson, Paris, Librairie des Champs-Élysées, Le Masque no 158, 1934
- The Dressing-Room Murder (1930) Publié en français sous le titre L'Assassinat du comédien, Paris, Nouvelle Revue Critique, coll. L'Empreinte no 21, 1933
- The South Foreland Murder (1930)
- The Yorkshire Moorland Murder (1930)
- The Guarded Room (1931)
- The Solution of the Mystery (1932) Publié en français sous le titre Le Silence de l'accusé, Paris, Éditions de France, coll. À ne pas lire la nuit no 20, 1933

#### Autres romans
- Frank Carisbroke's Stratagem; or, Lost and Won (1888)
- Mr. Spivey's Clerk (1890)
- Through Storm and Stress (1892)
- When Chales the First Was King (1892)
- The Remarkable Adventure of Walter Trelawney (1893)
- The Quarry Farm: a Country Tale (1893)
- In the Days of Drake (1895)
- Where Highways Cross (1895)
- At the Gate of the Fold (1896)
- Life in Arcadia (1896)
- Mistress Spitfire (1896)
- The Making of Matthias (1897)
- The Builders (1897)
- The Paths of the Prudent (1899)
- The Harvesters (1900)
- Morrison's Machine (1900)
- Bonds of Steel (1902)
- Anthony Everton (1903)
- The Arcadians : a Whimsicality (1903)
- Lucian the Dreamer (1903)
- David March (1904)
- The Pigeon's Cave (1904)
- Grand Relations (1905)
- Highcroft Farm (1907)
- A Maid and Her Money (1906)
- Daniel Quayne (1907)
- Mothers in Israel: a Stydy in Rustic Amenities (1908)
- The Pinfold (1911)
- The Fine Air of Morning (1912)
- The Golden Venture (1912)
- I'd Venture All for Thee (1913)
- Both of This Parish (1914)
- Heronshaw Main: The Story of a Yorkshire Colliery (1918)
- The Wild Oat (1929)
- The Grocer's Wife (1933)

### Nouvelles

#### Recueils de nouvelles

##### Série humoristiqueMr. Poskitt, fermier du Yorkshire
- Mr. Poskitt (1907)
- Mr Poskitt's Nightcaps (1910)

##### Autres recueils de nouvelles
- The Wonderful Wapentake (1895)
- God's Failures (1897)
- At the Blue Bell Inn (1898)
- Pasquinado (1898)
- The Death That Lurks Unseen (1899)
- The Air-Ship and Other Stories (1903)
- The Fear of the Night (1903)
- For Those Were Stirring Times! and Other Stories (1904)
- The Ivory God and Other Stories (1907)
- The Wheatstack and Other Stories (1909)
- The Adventures of Archer Dawe, Sleuth-Hound ou The Contents of the Coffin (1909)
- Paul Campenhaye, Specialist in Criminology ou The Clue of the Artificial Eye (1914)
- Exterior to the Evidence (1920)
- Many Engagements (1923)
- The Secret of the Barbican and Other Stories (1924)
- Green Ink and Other Stories (1926)
- The Massingham Butterfly and Other Stories (1926)
- Behind the Monocle and Other Stories (1928)
- The Ravenswood Mystery and Other Stories ou The Canterbury Mystery (1929)
- The Heaven-Sent Witness and other stories (1930)
- The Malachite Jar and Other Stories ou The Flamstock Mystery (1930)
- The Marrendon Mystery and Other Stories of Crime and Detection (1930)
- The Man in No 3 and Other Stories (1931)
- Safe Number Sixty-Nine and Other Stories (1931)
- The Man in the Fur Coat and Other Stories (1932)
- The Murder in Medora Mansions and Other Stories (1933)
- Find the Woman (1933) Publié en français sous le titre La Visiteuse de minuit, Paris, Le Livre nationale no 940, 1934.
- The Carrismore Ruby and Other Stories (1935)

### Poésie
- The Bride of Venice (1879)
- Songs after Sunset (1881)
- Early Poems (1882)
- Anima Chisti (1884)
- Deus Homo (1887)
- Poems, Chiefly Against Pessimism (1893)
- Ballads of Revolt (1897)
- Leet-Livvy (1915)
- Verses Written in Early Youth (1931)

### Littérature d'enfance et de jeunesse
- The Juvenile Poems of Joseph S. Fletcher (1879)
- The Aventures of Turco Bullworthy (1912)

### Autres publications
- Jesus Calls Thee! Thoughts or One in Indecision (1887)
- Our Lady's Month: a Manuel of Devotion for the Month of May (1887)
- One of His Little Ones and Others Tales in Prose and Verse (1888)
- Where Shall We Go for a Holiday? (1894)
- From the Broad Acres: Stories Illustrative of Rural Life in Yorkshire (1899)
- Roberts of Pretoria: the Story of His Life (1900)
- A Book About Yorkshire (1908)
- The Enchanting North (1908)
- Recollections of a Yorshire Village (1910)
- Nooks and Corners of Yorkshire (1911)
- Memories of a Spectator (1912)
- The Town of Crooked Ways (1912)
- Memorials of Yorkshire Parrish (1917)
- The Making of Modern Yorkshire, 1750-1914 (1918)
- The Cistercians in Yorkshire (1919)
- Sheffield (1919)
- Leeds (1919)
- Pontefract (1920)
- Harrogate and Knaresborough (1920)
- Yorskshiremen and the Restauration (1921)
- Halifax (1923)
- The Life and Works of St. Wilfrid of Ripon (1925)
- The Reformation in Northern England (1925)

### Traduction française non-identifiée
- Affaire singulière, Paris, Librairie des Champs-Élysées, Le Masque no 403, 1951. Traduction française de René Lécuyer

## Adaptations cinématographiques
- 1920 : The Town of Crooked Ways, film muet britannique de Bert Wynne (en)
- 1921 : The Marriage Lines, film muet britannique de Wilfred Noy, d'après le roman éponyme publié en 1914
- 1947 : The Root of All Evil, film britannique de Brock Williams (en), d'après le roman éponyme publié en 1921, avec Phyllis Calvert et Michael Rennie

## Sources
- Jacques Baudou et Jean-Jacques Schleret, Le Vrai Visage du Masque, vol. 1, Paris, Futuropolis, 1984, 476 p. (OCLC 311506692), p. 197-199.
- Anne Martinetti, "Le Masque" : histoire d'une collection, Amiens, Encrage, coll. « Références » (no 3), 1997, 143 p. (ISBN 978-2-906389-82-3), p. 71-72.
- Claude Mesplède (dir.), Dictionnaire des littératures policières, vol. 1 : A - I, Nantes, Joseph K, coll. « Temps noir », 2007, 1054 p. (ISBN 978-2-910686-44-4, OCLC 315873251), p. 754-755.
- J(en) John M. Reilly (Ed.), Twentieth-century crime and mystery writers, New York, St. Martin's Press, coll. « Twentieth-century writers of the English language », 1982 (réimpr. 1991), 2e éd., 1568 p. (ISBN 978-0-312-82417-4, OCLC 6688156), p. 323-326.